# ホー・チ・ミン
ホー・チ・ミン（胡 志明、ベトナム語：Hồ Chí Minh / 胡志明  発音, 1890年5月19日〈成泰2年3月29日〉 - 1969年9月2日）は、ベトナムの革命家、政治家。植民地時代からベトナム戦争までの、ベトナム革命を指導した建国の父である。初代ベトナム民主共和国主席、ベトナム労働党中央委員会主席。
幼名はグエン・シン・クン（阮 生恭、ベトナム語：Nguyễn Sinh Cung / 阮生恭）、成年後はグエン・タト・タイン（阮 必成、ベトナム語：Nguyễn Tất Thành / 阮必成）。第二次世界大戦までに使用していた変名のグエン・アイ・クォック（阮愛国、ベトナム語：Nguyễn Ái Quốc / 阮愛國）でも広く知られる。ベトナム人民からは親しみを込めて『ホーおじさん（バク・ホー、ベトナム語：Bác Hồ / 伯胡）』の愛称で呼ばれている。

## 経歴

### 生い立ち
ホー・チ・ミンはフランスの植民地（フランス領インドシナ）であったベトナム中部のゲアン省ナムダン県で生まれた。父の儒学者・グエン・シン・サックの影響を受け、ホー・チ・ミンは幼少から論語の素読を学んで中国語を習得した。父が阮朝の宮廷に出仕するようになるとホー・チ・ミンも父とともに都のフエに移り、ベトナム人官吏を養成する国学でフランス語も学ぶようになった。しかし、在学中に農民の抗税運動（賦役納税に反対する運動）に携わったためにフランス当局から目を付けられて退学処分となった。

### 訪欧
その後、ラミラル・ラトゥーシュ＝トレヴィル号という船の見習いコックとして採用されたホー・チ・ミンは、1911年6月5日、サイゴンを出帆してフランスへと向かった。同年7月6日にマルセイユに到着し、初めての外国暮らしを体験する。マルセイユのカフェでコーヒーを注文した際に、人生で初めてフランス人の従業員から「ムッシュ」と敬語で呼びかけられて感激するなど、このときの生活はホーにとって全てが物珍しかった。またフランス本国にも、植民地の原住民として虐げられているベトナム人と同様に貧しいフランス人が存在し、フランス人も一様ではないことも発見した。この体験が後のホーの新国家建設にも影響することとなる。
9月15日に植民地学校の入学願書を提出した後、ホーはラミラル・ラトゥーシュ＝トレヴィル号でいったんサイゴンへ戻った。役人を罷免されてコーチシナに移り、カンボジア国境近くのゴムのプランテーションの労働者や薬の行商人として生活していた父を探すためである。ホーはコーチシナに数週間滞在し、再び同じ船会社の船でマルセイユへ向かった。
マルセイユに戻ったホーは、植民地学校の入学願書が不受理となっていたことを知り入学を断念する。ホーは「世界を見てみたい」と思い船員として働くことをその後に希望した。船員となったホーは各国を回った。
1913年にアメリカ合衆国を離れたホーは、英語を本格的に学ぶためにイギリスに移住したが、1917年12月にパリへ戻った。この年にロシア革命が発生、レーニンを支持するようになった。

### 共産党入党

フランス時代のグエン・アイ・クオック（ホー・チ・ミン）

パリに戻ったホー・チ・ミンは政治活動を本格化した。1919年初頭にフランス社会党に入党。同年、安南愛国者協会（Association des Patriotes Annamites）を組織して事務局長となった。この年、第一次世界大戦の講和会議であるパリ講和会議が開催されたが、ホーは安南愛国者協会を代表して会議に出席し、8項目からなる「安南人民の要求」という請願書を提出した。これは、全ての政治犯の釈放、報道と言論の自由の保障、結社と集会の自由の保障など、植民地のベトナム人も本国のフランス人と同等の権利を保障することを要求するもので、植民地独立を要求するものではなかった。ホーはこの請願書を提出する際、本名の「グエン・タト・タイン（阮必成）」ではなく「グエン・アイ・クオック（阮愛國）」として署名した。これ以降ホーは本名を名乗らずにグエン・アイ・クオックとして政治活動を行うことになる。この「安南人民の要求」はパリ講和会議で採択されなかったものの、グエン・アイ・クオックの名は穏健なナショナリスト（民族主義者）として世界に知られることとなった。
1920年7月、フランス社会党の機関紙『リュマニテ』に、フランス語に翻訳されたウラジーミル・レーニンの『民族問題と植民地問題に関するテーゼ原案』が掲載された。これに感銘を受けたホーは同年12月、フランス共産党の結成に参加した。1923年にソビエト連邦に渡り、コミンテルン第5回大会でアジア担当の常任委員に選出された。こうしてホーは共産主義者となった。しかし、ホーにとっての主要な課題は共産社会の実現よりも、民族自決すなわちベトナムの独立であった。
中華民国で第一次国共合作が成立し北伐が開始されると、彼も広東に赴きベトナム青年革命同志会を創立した。1930年にイギリス領香港でそれまでに組織されていた3つの共産主義組織の代表を集め、それらを統一したベトナム共産党（間もなくインドシナ共産党と改称）を創立した。
だが、ホーの民族解放を重視する姿勢は、民族問題をあくまで副次的なものと捉えるコミンテルンからは異端視され、1930年代のコミンテルン内部のベトナム人の共産主義者のグループでは、ホーは権力の中枢から疎外されていた。このために日常の「実践」活動から外され、国際レーニン学校や民族植民地問題研究所での「学習」生活を強いられた。
その後、コミンテルンが1935年の第7回大会で反ファシズム統一戦線に路線転換して民族問題を重視するようになり、ホーの姿勢はコミンテルンの主流となった。ホーのライバルとなるベトナム人共産主義者の指導者たちがフランスによって弾圧され、コミンテルンを代表するベトナム人共産主義者がホーただ一人となったことにより、ホーは政治活動の第一線に復帰した。

### 第二次世界大戦
1939年に第二次世界大戦が勃発し、1940年6月にはドイツがフランスを占領したため、世界各地のフランスの植民地政府は親独のヴィシー政権につくか、反独かつ親連合国の亡命政権である自由フランスにつくかの選択を迫られた。フランス領インドシナ（仏印）は最終的にヴィシー政権につくことを選択したこともあり、ドイツ政府と手を結んだ大日本帝国との対立を免れたが、大日本帝国はヴィシー政権の承認の下で「南方進出」の一環として1940年には仏印北部に、1941年には仏印南部に進駐し（仏印進駐）、ヴィシー政権との関係を維持するため、植民地政府（フランス・インドシナ政庁）との共同統治体制を布いた。
これに先立ちホー・チ・ミンは、イギリス領香港、ソビエト連邦のモスクワ、中華民国の延安（中国共産党の中央根拠地）や雲南省などで活動を展開していたが、インドシナ半島情勢の急展開で、1941年に雲南省から国境を越えて祖国ベトナムに30年ぶりに帰国しカオバン省に入った。ここでベトナム独立のための統一戦線組織「ベトナム独立同盟会」（通称ベトミン）を組織してその主席に就任し、これまでベトナムを支配してきたフランスに替わり、新たにベトナムの事実上の宗主国的存在になった日本に対する武装闘争の準備に着手した。
しかしベトミンは軍事力が弱く、1942年8月に中華民国に赴いて、日本軍と戦っていた蔣介石に協力を求めようとした。このときよりホーは従来の「グエン・アイ・クオック」ではなく「ホー・チ・ミン」の名を使うようになった。だが、中華民国との協力関係を結ぼうとしたホーは1942年8月、中国国民党によって逮捕され、1943年9月までを牢獄で過ごすことになる。周恩来の助け で釈放され、1944年にようやく根拠地に帰った。

### ベトナム民主共和国の成立
大日本帝国軍の敗北が決定的になった1945年8月、ホー・チ・ミンは政権奪取にむけて行動を開始した。8月13日から8月15日にかけてホーは、トゥエンクアン省ソンズオン県タンチャオ社にてインドシナ共産党全国大会を開いて全国的な総蜂起を決議する。8月15日、大日本帝国がポツダム宣言を受諾した旨が短波放送による玉音放送で伝えられ、ベトナムが事実上無政府状態となると、8月16日に国民大会を開催して臨時政府となるベトナム民族解放委員会を選出し、国際的に知られた名前である「グエン・アイ・クオック」の名を以て全国総蜂起のアピールを発した。
こうしてベトミンの指導下における全国的な民衆蜂起すなわちベトナム八月革命が始まった。
8月19日フランス領インドシナの中心都市であるハノイで蜂起が起き、8月23日には阮朝の首都であるフエでも蜂起が発生してベトミン軍が権力を掌握。南部の中心都市であるサイゴンでも8月25日に民衆蜂起が発生。ホー率いるベトミンはベトナム全土を掌握していった。8月27日、民族解放委員会が改組されてベトナム民主共和国臨時政府が成立し、ホーは首相兼外相に選出された。
8月30日にバオ・ダイ帝が退位し、日本の傀儡国家となっていた阮朝・ベトナム帝国が滅亡した。かくして大日本帝国政府が停戦に署名して第二次世界大戦が終わった同年9月2日、ホー・チ・ミンはハノイにおいてベトナム独立宣言を発表し、ベトナム民主共和国を建国して国家主席兼首相に就任した。
ホーはベトナム民主共和国の国家建設を進めていく。国家主席兼首相に就任したホーは社会主義を国家運営の原則とした。しかし建国の際に発表された閣僚名簿では、閣僚15名のうち共産党員は6名で残りの9名は非共産党員であった。
また1945年11月には、民族統一を優先して共産党が前面に出ることを避け、諸勢力を糾合するためにインドシナ共産党の解散とベトミンへの合流を宣言した。当然、共産党解散は「偽装工作」であり、ベトミン内に共産党組織は温存されたものの、1951年2月に共産党が再建されてベトナム労働党が結成されるまでは公然と共産党は活動できなかった。
1946年にホーが中心となって制定された憲法には、社会主義国家にみられる共産党組織による国家の指導規定は見られず、人権規定や私有財産権についてはフランスやアメリカの憲法を参照したと見られる。つまりベトナム民主共和国の『社会主義化』を漸進的に行おうとしたのである。

### インドシナ戦争

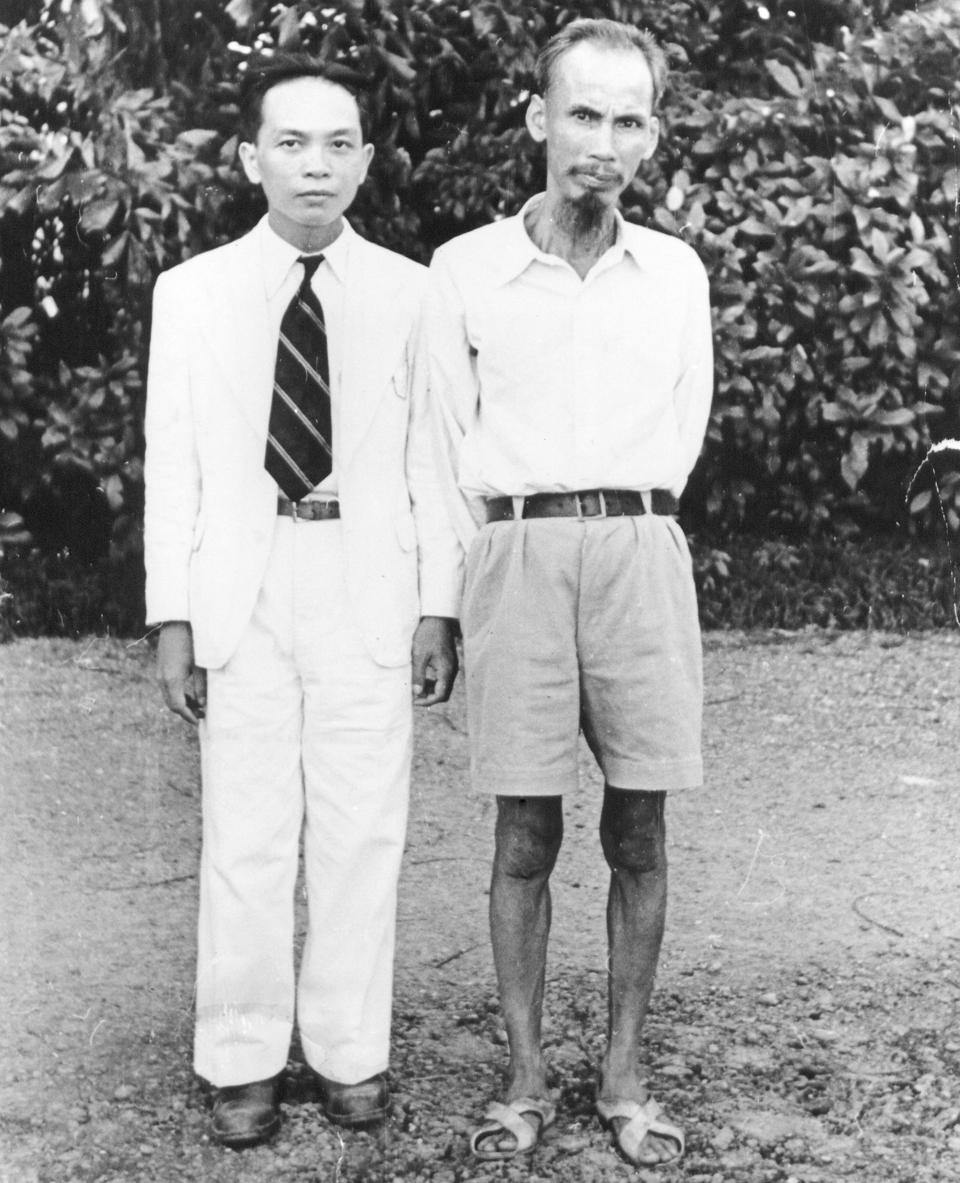
ヴォー・グエン・ザップ（左）とホー・チ・ミン

独立を主張するベトナム側とフランス領インドシナの主権を主張するフランス側の交渉は難航を極めた。この間にもフランスはベトナム南部で軍を増強したが、ホー・チ・ミンは交渉を続け、1946年3月にはハノイ暫定協定を成立させた。しかし本協定調印までにフランスが南部のコーチシナにコーチシナ共和国を樹立し、交渉は妥結直前で決裂した。
同年12月17日、フランス軍はハイフォンでベトナム民主共和国軍への攻撃を開始。12月19日、ホー・チ・ミンは『全国民に抗戦を訴える』を発表して抗戦を開始した（第一次インドシナ戦争）。
1950年2月、極秘にソビエト社会主義共和国連邦を訪問し、中華人民共和国の指導者毛沢東とともにヨシフ・スターリンと面会した。この席でホーはスターリンに10個歩兵師団・1個高射砲連隊の装備援助を求め、中国軍を経由する間接援助の形で了承されている。またスターリンは北ベトナムの土地改革の重要性を強調しており、2つの椅子を指して「こちらの椅子は農民の椅子で、あちらは地主の椅子です。ベトナムの革命家はどちらの椅子に座るつもりなのですか。」と、これまで地主階級と協調的であった民族統一戦線の方針転換を求めている。帰国後にホーは土地改革着手を強調する発言を行っている。
スターリンはホーに対して極めて冷淡であった。1950年の面会の際、ホーはフランスでは誰もがそうするようにスターリンにサインを求めた。スターリンは差し出された『ソ連邦建設』という雑誌にしぶしぶサインをしたものの、人間不信からただちにこれを後悔し、秘密警察に命じて雑誌を秘密裏に回収させた。帰国後、ホーは雑誌を紛失したことを語っている。後にスターリンは、「ヤツはまだあの雑誌を探しているか。見つけることはできんぞ」と度々笑いながら話題にしていたという。ニキータ・フルシチョフは回顧録において「純粋で共産主義的な人物に酷い接し方をしたものだ」と批判している。1952年にはホーが度々面会を要望したのにもかかわらず、スターリンは何ら反応を示さなかった。一方のホーはスターリンを尊敬しており、後年、フルシチョフによるスターリン批判が起きた際も「（スターリンの行動は）30％が誤りに過ぎない」と述べており、ベトナムにおいてスターリンが批判対象となることはなかった。
1951年2月、第2回党大会において共産党組織が復興しベトナム労働党が結成された。ホーは労働党主席に就任し、党と国家の最高指導者としてベトナム民主共和国を統治した。ただし日常的な党務は第一書記のチュオン・チンに委ねていた。
民主共和国軍はフランス軍を圧倒、1954年にはジュネーヴ協定が成立し、フランス軍はインドシナ半島から撤退した。また1953年頃からは地主階級を排除する土地改革が本格的に開始された。

### ジュネーヴ協定調印後

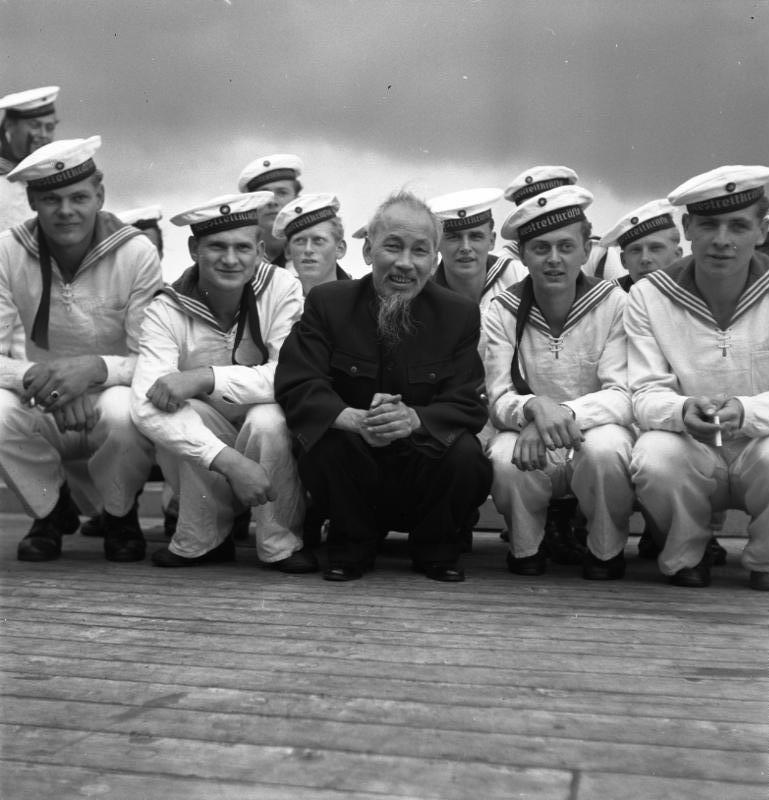
東ドイツを訪問し、人民海軍の機雷艇乗組員たちと記念写真に納まったホー・チ・ミン（中央）

1955年9月には首相職をファム・ヴァン・ドンに譲った。
土地改革が失敗して1956年にチュオン・チンが党第一書記を解任されると、ホーは第一書記を兼任したが、1957年にはレ・ズアンを第一書記代理として再び党務を委ねた。だが、ベトナムの統一方法をめぐって、ジュネーヴ協定の完全実施という平和的な方法をとろうとするホーと武力による統一をめざすズアンとが対立、ズアンが党指導部を掌握するとホーの影響力は外交面に限定されていった。ホーは国家主席兼党主席として国政の重要問題について最終的な決裁を下す立場にあったが、集団指導の原則に従って党政治局の決定を裁可するだけで、党内人事・国内問題などの決定にはほとんど関与せず、ズアン指導部の決定を容認していた。
国内の統治を党と政府に委ねたホーは、国家主席としてソ連や中華人民共和国などの友好国との交渉や、交戦国のフランスや、フランスを支援していたアメリカなどとの駆け引きといった外交問題を担当し、集会やラジオ演説で国民を励ます役割を果たすことに専念した。

### ベトナム戦争
一方南部ではアメリカ合衆国の支援でベトナム共和国が成立し、アメリカは積極的な経済的、軍事的支援を実施した。ベトナム共和国政府の独裁政治には反発も強く、1960年に南ベトナム解放民族戦線（通称：ベトコン）が結成された。解放戦線はベトナム労働党の支援の下、ジョン・F・ケネディ大統領の指示を受けて大規模な軍事介入を始めたアメリカ軍や南ベトナム軍と激しく戦い、ここにベトナム戦争が始まった。アメリカ軍は大軍を投入し、ベトナム戦争は全面戦争に広がった。解放戦線は優勢で、ケネディの拡大路線を次いでさらなる軍事介入拡大をすすめたリンドン・ジョンソン大統領は再選不出馬に追い込まれ、翌1969年に就任したリチャード・ニクソン大統領は撤収を模索し始めた。

### 死去
第一次インドシナ戦争の時とは違い、ホー・チ・ミンはベトナム戦争で強力なリーダーシップを発揮することはなかったが、1966年7月17日にラジオ演説で『抗米救国檄文』を発表して「独立と自由ほど尊いものはない」と呼びかけるなど、国家元首としてベトナム人民を鼓舞し続けた。戦争終結に向けた動きが始まった1969年9月2日に心臓発作により79歳で死去した。
1973年にアメリカ軍が全面撤退し、南ベトナム軍対北ベトナム軍の戦いとなったベトナム戦争は1975年4月30日のサイゴン陥落によって終結した（現在では「解放記念日」として祝われている）。その後ベトナム民主共和国が主導して南北統一が実現し、1976年7月2日にベトナム社会主義共和国が成立。ベトナム共和国の首都だったサイゴンは戦争終結直後の1975年5月1日、ホー・チ・ミンにちなんでホーチミン市に改称された。

## 死後の評価
ホー・チ・ミンの遺書には、遺骸を火葬して北部、中部、南部に分骨して埋葬すること、戦争勝利後は農業合作社の税金を1年間免除することなどが記されていた。しかし、ベトナム労働党政治局はこの部分を削除して遺書を公開した。

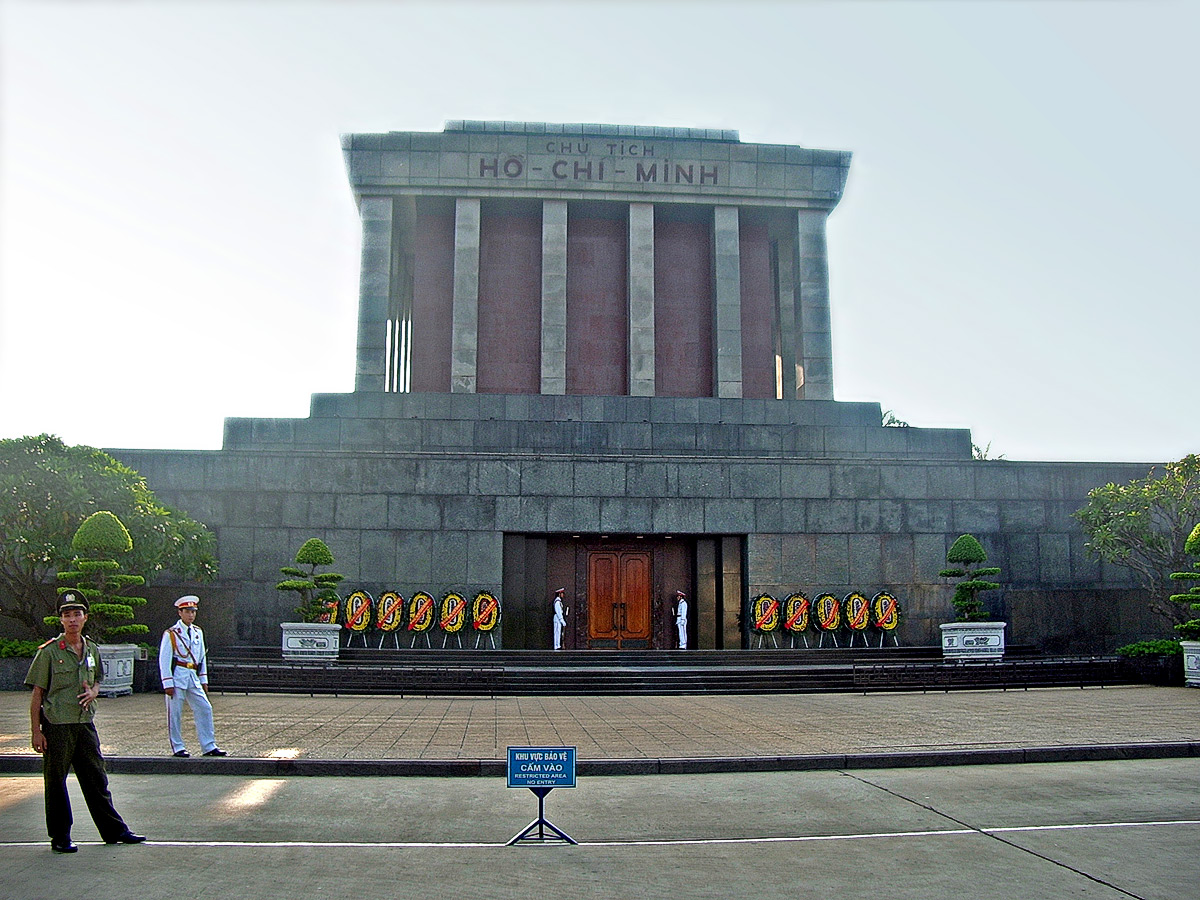
ホー・チ・ミン廟

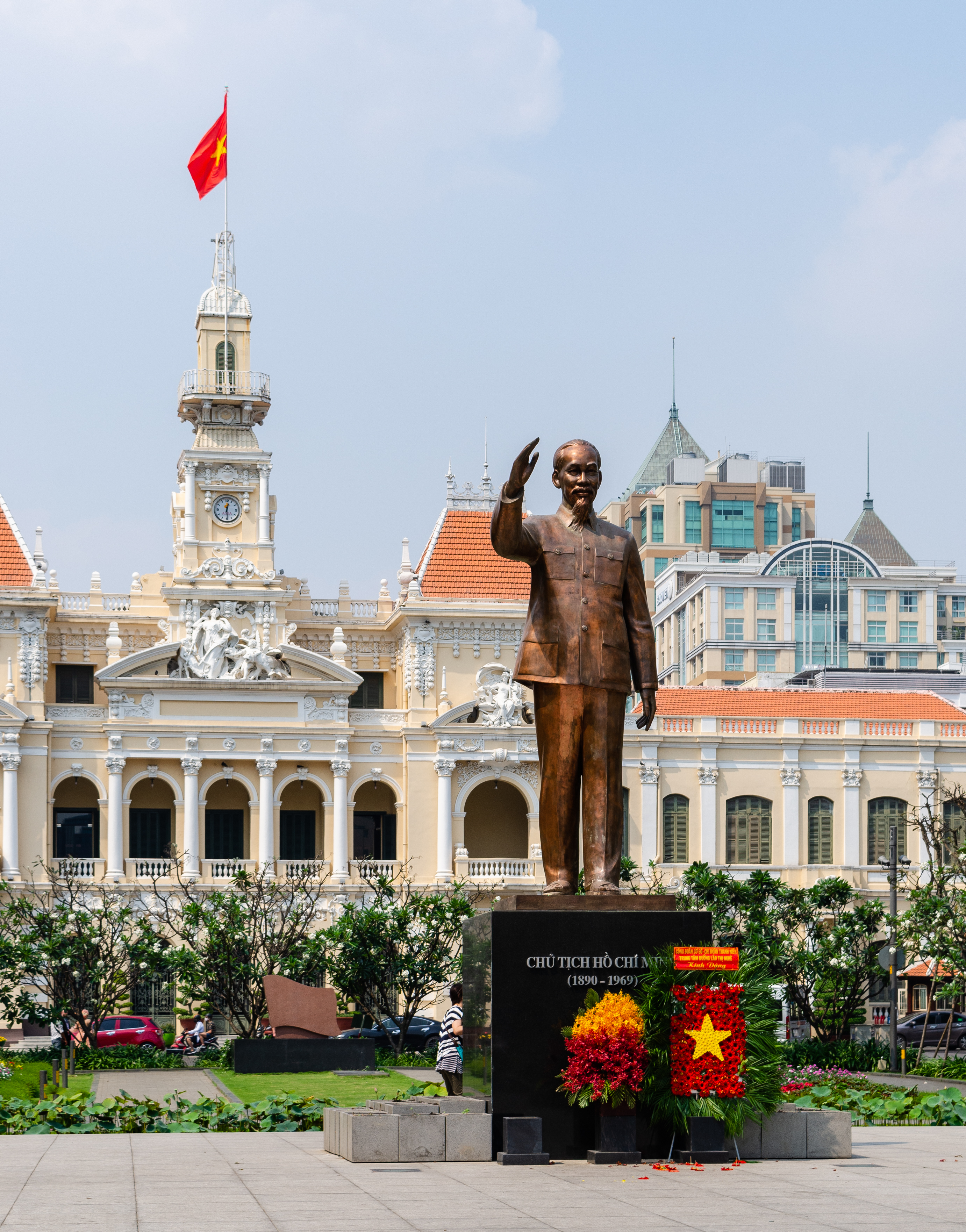
ホー・チ・ミン像

ホーは個人崇拝につながる墓所や霊廟の建設を望んではいなかったがその意向は無視された。政治局の決定により遺骸はウラジーミル・レーニンに倣い永久保存（エンバーミング）され、南北統一後のハノイ市のバディン広場に建設されたホー・チ・ミン廟に安置された。
死後20年に当たる1989年、ベトナム共産党（南北統一後の1976年12月、ベトナム労働党から改称）政治局は遺書の全文を公開、削除していた部分は1969年の死去当時は実行できない項目が含まれていたために公表できなかったこと、全人民、特に生前に直接会うことが出来なかった南ベトナムの人民のために遺骸の永久保存を決定したこと、実際の命日（9月2日）が国慶節（独立記念日）と重なったために1日遅らせて発表したことを説明し、農業税の減免について政府に提議すると発表した。
ホー・チ・ミンはその一生を通じて、ベトナムの民族自決と国家の独立を最大の政治目標としており、その姿勢は時に国際共産主義運動の中で、階級闘争を軽視する「右派」的態度と批判されることがあった。インドシナ共産党時代から、党が綱領・規約においてマルクス・レーニン主義以外の基本指針を掲げることはなかった。
しかし、1989年の東欧革命や1991年末のソビエト連邦の崩壊によって社会主義が没落し、アメリカナイゼーションと反共主義が世界を席巻すると（一極体制）、ベトナム共産党はマルクス・レーニン主義と並ぶ党の指針として「ホー・チ・ミン思想」を掲げるようになり、ホー・チ・ミン個人への依存度を強めるようになった。
政治思想や手法には賛否両論あるが、特筆すべきは、ソ連のヨシフ・スターリン・中華人民共和国の毛沢東・北朝鮮の金日成が興した白頭血統など、革命によって権力を握った共産党指導者が独裁的になって反対派を粛清する例が多いのに対し、ホー・チ・ミンは腐敗や汚職に無縁で、禁欲的で無私な指導者であり、自らが個人崇拝の対象になることを嫌っていたことである。しかし、民主集中制による言論統制や民主教育（事実上の政治犯収容所）や共産主義批判者の処刑などは普通に行われていた。
ホー・チ・ミンの指導下において、政策議事は徹底的な討議を前提とした非公開の全会一致制とされた。また、ホー・チ・ミンは自伝の類を残さずに死んだため、彼の後を継いだ指導者層や軍人達の間でも「ホー・チ・ミンが何も語らずに逝ったのに、我々が何を言えるだろう」として自己の業績についてほとんど語らないという伝統が生まれた。
ホーの風貌、また腐敗や汚職、粛清に手を染めなかった高潔な人柄は民衆から尊崇を集め、そして愛された。晩年は南北ベトナムの両国民から「ホーおじさん」（Bác Hồ、伯胡）と呼ばれた。一方、反共の南ベトナムからの難民が大多数を占めるベトナム系アメリカ人や他国のベトナム系移民からは、「ベトナムを武力によって共産化した首謀者」として憎悪の対象と見られている。例えば現ベトナム政府の要人が訪米する際には「ホー・チ・ミンは殺人者」などというプラカードを掲げられたりする。美作市でホーの像が寄贈され公共施設においたケースでは元難民などの在日ベトナム人グループが美作市を批判した。2002年の時点で、ホーの評価は二極に分裂してまだ定まっていないと記されている。
共産政権の犯罪を検証した『共産主義黒書』 によると、統一後から現在までのベトナムでの粛清などによる死者は100万人に上るという記載があるため、この記述のみを根拠に、ネット上などでホー・チ・ミンが大量粛清をしていたとする記述も見られるが、実際には、これはベトナム戦争の死者数であるうえ、この他にも、同書の上げている数値については裏付けのないものが多く、数多くの疑問や批判の声が上がっている（前出の英語版記事を参照）。
1950年代にホー・チ・ミンは、北ベトナムの土地改革の過程で軍隊を動員して地主や富農の蜂起を鎮圧し約1万5000人の国民を殺害した。しかし、犯した大規模殺人という罪に比べ、今のベトナムへの功を重視されて1980年には生誕90周年、1990年に100周年、2000年に110周年、2010年には120周年、節目ごとに記念切手が発行されている。

## エピソード
- ホー・チ・ミンの人柄を示す以下の逸話がある。ベトナム初の民間警備会社の創業者であるファン・ヴァン・ソアンが、ホーのボディガードを務めていた頃の話である。1960年のテト（旧正月）の際、ホーが人々のありのままの生活を見たいとのことで「ハノイで一番貧しい家庭を訪問したい」と言った。ソアンが案内した4人の母子家庭はテトにも拘らず母親があくせくと働いており、亡父の仏壇の供え物もない状態だった。ホーが驚いて理由を尋ねると、母親は食べ物がないのでテトも働かなければならないと言った。ホーは母親を抱きしめて一緒に泣き、近所の人に彼女を助けてあげてほしい旨を伝え、仕事や子供の就学のサポートをしたという。その他にも「人民の生活を知るために市場を見たい」といって、ばれないように護衛とともに変装して市場に行き、衣服や食品の値段を確認して回ったとの話もあるという[26]。
- 作家の開高健はエッセーの中で「フランスで政治活動 をしていた"阮愛國"と独立後の政治指導者"ホー・チ・ミン"は別人である」との見解を示している。
- 現代のベトナム政府は「ホー・チ・ミンはその生涯において誰かと恋愛関係にあったことはなく、結婚もしていない」（＝生涯の全てを革命に捧げた）としているが、革命の同志であるグエン・チ・ミンカイや中国人の曾雪明（英語版）などとの恋愛・結婚があったとの研究もある。また、これらの研究を報道したメディアが処分を受ける[27] など、1990年代に入っても本人の意志に反した個人崇拝が政府によって強要されている。
- 若かりし頃、ボストンで歴史ある「オムニ・パーカー・ハウス・ホテル」でシェフを務めていた。このホテルは後にジョン・F・ケネディがジャクリーン・リー・ブーヴィエにプロポーズし、マルコムXがテーブル片付け係として働いていた場所でもある[28]。
- 1954年、ディエンビエンフーの戦いに勝利し、凱旋してきたヴォー・グエン・ザップ将軍にホー・チ・ミンはこう言って労ったという。「ご苦労だったね、将軍。だがね、次はアメリカだよ？」。ホー・チ・ミンの慧眼は来るべきアメリカとの激戦を既に予想していた。この言葉にヴォー・グエン・ザップは身の引き締まる思いだったという[29]。
- 1969年に死去する直前には、中国が派遣した医療チームがホー・チ・ミンの治療に当たっていた。同年6月、医師らが休暇で帰国する際、ホーが土産に北京ダックを希望すると、これを聞きつけた周恩来が人民大会堂のコックに指示、数日のうちにドライアイスに包まれた北京ダックがホーの元へ届けられた。ホー・チ・ミンは中国側の厚意に感謝し、7月1日の中国共産党創立記念日を選んでベトナム駐在の中国大使を呼び一緒に北京ダックを味わった。ベトナム統一後、ベトナムと中国の間が険悪化したが、人民日報は「ホー主席が中国人民に残した友情は不滅」として足跡を称えた[30]。

## 著書（邦訳）
- 『解放の思想』坂本徳松・大類純編（訳）、大和書房、1966年5月25日。（大和選書）1969年
- ホー・チ・ミン、ボー・グェン・ザップ（著）『英雄の国 : ベトナム革命回想録』池田よしなえ（訳）、青年出版社、1966年9月20日。
- 『ホー・チ・ミン選集 第三巻』日本共産党中央委員会ホー・チ・ミン選集翻訳委員会（訳）、日本共産党中央委員会出版部、1968年9月30日。
- 秋吉久紀夫 編訳『獄中日記 : 詩とそのひと』飯塚書店、1969年12月10日。
- 『わが祖国の自由と独立』日本ベトナム友好協会（訳）、新日本出版社、1969年11月30日。（伊藤知巳編「写真集 わが祖国の自由と独立」、石子順・森藤悟訳「ホー・チ・ミン詩集」、チュオン・チン著・加茂徳治訳「ホー・チ・ミンの生涯と思想」）
- ホー・チ・ミン他著『ホー・チ・ミン回想録』池田よしなえ訳、青年出版社、1969年
- 『ホー・チ・ミンとその戦友たち』日中翻訳センター（訳）、青年出版社、1975年7月15日。
- 『わが民族は英雄』加茂徳治訳、新日本出版社（新日本文庫）1976年